# Глорія Чанг
Глорія Чанг Ван-кі (спрощ.: 張韻琪) — колишня президент Спілки студентів університету Гонконгу (2000), яка була головною особою, що під час полеміки щодо тиску уряду на Роберта Чун Тінг-ю, який проводив опитування, критикувала керівництво університетів.
Вона зробила основний внесок у відставку колишнього віце-канцлера Університету Гонконгу (HKU) професора Чен Ю-чжуна. Глорію Чанг заарештували за «незаконне зібрання» під час протесту проти плати за університет у 2000 році. Станом на лютий 2007 року вона працювала в Greenpeace Hong Kong як борчиня за клімат і енергетику. Глорія є римо-католичкою.
Чанг разом з професором політики HKU Джозефом Чаном були посередниками в координації теледебатів між лідерами протесту та урядовими чиновниками на тлі руху парасольок у 2014 році. Вона виступала проти конфронтаційного підходу радикальних протестувальників без співпраці та закликала до діалогу та компромісу з обох сторін.